# Коле Сан Ђовани (Кунео)
Коле Сан Ђовани је насеље у Италији у округу Кунео, региону Пијемонт.
Према процени из 2011. у насељу је живело 15 становника. Насеље се налази на надморској висини од 1545 м.